# Knockout (2000)
Knockout är en norsk-svensk dramafilm från 2000 i regi av Agneta Fagerström-Olsson. I rollerna ses bland andra Reine Brynolfsson, Ljudmila Varfolomeeva och Örjan Landström.

## Om filmen
Filmen spelades in efter ett manus av Fagerström-Olsson och Peter Birro med John O. Olsson som fotograf och producent. Fagerström-Olsson, Birro och John O. Olsson hade tidigare samarbetat i TV-serien Hammarkullen eller Vi ses i Kaliningrad (1997). Filmen premiärvisades den 3 november 2000 på flertalet orter runt om i Sverige och har senare även visats av Sveriges Television.
Filmen mottog övervägande positiv kritik från recensenterna. Den vann Göteborg Film Festivals nordiska pris 2000 och Guldbaggenominerades året efter för "bästa foto".

## Handling
Den före detta Europamästaren i boxning Anders "Plutten" Jonsson turnerar som countrymusiker i norra Sverige, Finland, Norge och Ryssland tillsammans med sin manager "Råttan". Plutten har svårt att hantera att hans boxningskarriär är över och att han därmed måste påbörja någonting nytt.

## Rollista
- Reine Brynolfsson	– Johnny "Råttan" Lindblad, manager
- Ljudmila Varfolomeeva	– Maria
- Örjan Landström – Anders "Plutten" Jonsson, före detta Europamästare i boxning
- Igor' Černevič – Vladimir
- Kirill Uljanov – Ivan
- Michail Vasserbaum – Sergej
- Aleksej Šulin	– Andrej
- Il'ja Linovič	– Leonid
- Jurij Sergienko – vodkamannen
- Tat'jana Matveeva – Ivans mor
- Inger Kathrine Hansen	– Karen
- Kristian Fredrik Figenschow, jr. – Öyvind Litmoen
- Esko Salminen – Raantapää
- Markku Kalliorinne – Ceulemann
- Patrik Johansson – kroggäst
- Jonatan Lundberg	kroggäst
- Anders Borgny – kroggäst
- Mattias Barthelsson – kroggäst
- Kent Pettersson – kroggäst
- Mikael Isaksson – diskare
- Anders Nordin	– bartender i Gällivare
- Martin Wikström – konduktör
- Evgenij Ščerbakov – "Boris"
- Vladimir Šetenin – Mr. Balkan
- Nikolaj Novodvorskij – receptionist
- Stanislav Antonov – Fëdor (Fjodor), Vladimirs bror
- Nikolaj Platochov – boxningstränare
- Julija Gusarova – pianist på Leonids krog
- Julija Šinkevič – en av Leonids flickor
- Jana Cotlovskaja – en av Leonids flickor
- Andrej Špek – Josef
- Igor' Svetlov	– Igor'
- Olga Didenko	– Kat'ja
- Tolja Valujski – Aljosja
- Jurij Sergienko – vodkamannen
- Mikael Stålnacke – kroggäst